# 酒巻靱負
酒巻 靱負（さかまき ゆきえ）は、戦国時代の武将。忍城城主である成田氏長の家臣。靱負は官職名。

## 経歴・人物
元々は金田という姓を名乗っていた。成田親泰の代に成田氏に従ったとされる。忍城の戦いでは、下忍口を手島采女以下600人余で守った。忍城開城後は深谷城へ赴き、忍城戦の報告をした。開城後に会津へ向かった主君氏長には同行しなかった。戦いの後、現在の埼玉県羽生市上手子林（かみてこばやし）に土着したとされる。